# استور اندرسون
استور اندرسون (انگلیسی: Sture Andersson؛ زادهٔ ۱۸ نوامبر ۱۹۴۹) بازیکن هاکی روی یخ اهل سوئد است.